# Tipula euprepia
Tipula euprepia är en tvåvingeart som beskrevs av Alexander 1979. Tipula euprepia ingår i släktet Tipula och familjen storharkrankar.
Artens utbredningsområde är Ecuador. Inga underarter finns listade i Catalogue of Life.